# Второй фонд
«Второе Основание» (англ. Second Foundation; другие варианты перевода: «Вторая Академия», «Второй Фонд») — роман Айзека Азимова, впервые опубликованный в 1953 году издательством Gnome Press. Роман стал третьей частью цикла «Основание» и пятой в данной фантастической хронологии.
Роман состоит из двух частей, первоначально опубликованных как отдельные повести. Часть первая «Поиски ведёт Мул» (англ. Search by the Mule) была впервые опубликована в 1948 году в январском выпуске Astounding Sience Fiction под названием «Теперь вам это понятно» (англ. Now You See It…). Часть вторая «Поиск ведёт Фонд» (англ. Search by the Foundation) была впервые опубликована в 1949–1950 годах в декабрьском и январском выпусках Astounding Sience Fiction под названием «Но не до конца» (англ. …And Now You Don't). Первоначальные названия повестей представляют собой цитату Первого Оратора из главы 6 первой части.

## Сюжет

### Часть первая. Поиски ведёт Мул
Несколько лет Мул управляет своей Империей, включающей бывшие миры Первого Фонда, из своей столицы на планете Калган. Мул понимает, что Второй Фонд ведёт тайную подрывную работу и пытается найти его расположение, но его генерал Хэн Притчер, бывший агент Первого Фонда эмоционально подчинённый Мулу, каждый раз возвращается из поисков без результата. В распоряжении Мула есть только слова Хэри Селдона, что Второй Фонд должен находиться «на другом конце Галактики, там где кончаются звёзды». Первый Оратор (Спикер) Второго Фонда решает дать Мулу возможность «в определённом смысле» найти Второй Фонд .
На этот раз Мул даёт Притчеру на помощь молодого и энергичного аристократа Бейла Ченниса, который не является «ментально обработанным» Мулом. Именно это, по словам Мула, позволит Ченнису найти Второй Фонд . Ченнис довольно быстро обнаруживает туманность, видимую только с поверхности Трантора, и заключает, что планета Конзвездия (Ница) (перевод игры слов «Конец Звёзд, Star's End», англ. Tazenda) и есть местоположение Второго Фонда. Вдвоём, Притчер и Ченнис отправляются на Россем, сельскохозяйственную планету под управлением Конзвездии.
Притчер разоблачает Ченниса, заявляя, что тот является агентом Второго Фонда. На Россем прибывает Мул, который вступает в поединок разумов с Ченнисом. Мул, рассказывает, что его флот уже бомбардирует Конзвездию. Он шокирует и побеждает Ченниса. Ченнис против воли раскрывает, что местоположение Второго Фонда — не Конзвездия, а Россем.
Мул собирается призвать корабли, но затем появляется Первый Оратор, который объясняет, что Ченнису внушили этот факт и что местоположение Второго Фонда  до сих пор является загадкой. Хотя даже Первому Оратору не сравниться с ментальными способностями Мула, ему удаётся ввести его в депрессию, объяснив, что на пути к Калгану — корабль с агентами Второго Фонда . Когда Мул вернётся, то он застанет мятеж во всём разгаре. Во время замешательства Мула Первый Оратор пробивает его защиту и внушает Мулу, чтобы тот вернулся на Калган и правил там справедливо до своей кончины. Первый Оратор посещает восстановившегося после лечения Ченниса и возвращают ему его память.

### Часть вторая. Поиск ведёт Фонд
Прошло 60 лет. Союз Миров Мула развалился после его смерти, и Первый Фонд вернул себе былую власть. Группа заговорщиков пытаются найти Второй Фонд и уничтожить его, считая невыносимой мысль о том, что они являются всего лишь марионетками. Заговорщиков возглавляет доктор Торан Дарелл, сын Байты Дарелл и один из передовых исследователей в области электроэнцефалографии. С помощью этой технологии они узнали, что человека, находящегося под воздействием Второго Фонда, можно обнаружить по так называемому «Плато обработки» (марионетки), характерному показателю деятельности мозга.
Чтобы найти местоположение Второго Фонда, заговорщики посылают нервного Хомира Мунна, крупнейшего коллекционера «мулианы», на Калган, чтобы обыскать дворец Мула. Дочь Торана Аркадия подслушивает разговор и прокрадывается на личный корабль Мунна, чтобы поучаствовать в приключении. На Калгане местный правитель Лорд Стеттин, считающий себя наследником Мула, даёт Мунну доступ к дворцу, считая, что поиски Мунна приведут к доказательству того, что именно он должен основать Вторую Империю, а не Первый фонд. Когда Мунн этого не находит, то его арестовывают. Аркадия убегает на Трантор с помощью фаворитки Стеттина, Леди Каллии, и четы фермеров Пэлверов с Трантора.
Тем временем, Стеттин начинает боевые действия против Фонда. Стратегическое местоположение Калгана позволяет его флоту победить во многих битвах. Узнав об этом, Аркадия убеждает фермера Прима Пэвера полететь на Терминус, чтобы заключить контракт на поставку продовольствия и заодно передать отцу Аркадии послание. В решающей битве флот Фонда наносит сокрушительное поражение флоту Калгана, остатки которого возвращаются домой. Последний великий конфликт Фонда окончен.
Торан Дарелл получает сообщение дочери и просит её вернуться домой. Стеттин отпускает Мунна. Торан Дарелл вновь собирает всех заговорщиков, чтобы узнать, что именно обнаружил Мунн. Тот утверждает, что никакого Второго Фонда нет и никогда не было. Молодой учёный Пеллеас Антор сомневается в этом и замечает, что характер Мунна претерпел значительный изменения с тех пор как он улетел на Калган, включая то, что нервный Мунн вдруг стал уверенным в себе и более не заикается. Проверив его, заговорщики обнаруживают в электроэнцефалограмме Мунна «Плато обработки». Антор объявляет, что обнаружил местоположение Второго Фонда  — на Калгане. Дарелл же сомневается в этом и утверждает, что Второй Фонд находится на другой планете. Дарелл показывает всем устройство, которое генерирует ментальные помехи, не позволяющие агентам Второго Фонда воздействовать на других в поле действия устройства. Затем он включает устройство на полную мощность, заставляя Антора схватиться за голову и корчиться от боли, выдавая в нём агента Второго Фонда .
Дарелл рассказывает, что местоположение Второго Фонда обнаружила Аркадия и передала его отцу посредством сообщения — «У кольца нет конца». Из этого следует, что Второй Фонд Академия, якобы основанный «на другом краю Галактики», находится на Терминусе — там же, где и Первый, ведь Галактика является линзообразным объектом, край продольного разреза которого является замкнутым. Допрошенный Антор подтверждает эту догадку и выдаёт имена всех 50-ти членов Второго Фонда . После нейтрализации всех членов Второго Фонда Торан Дарелл начинает сомневаться в том, как Аркадия догадалась о местоположении Второго Фонда , подозревая вмешательство в её сознание. Проверив её электроэнцефалограмму, он не обнаруживает «плато марионетки» и успокаивается.
На самом деле всё это было подстроено Вторым Фондом за много лет до рождения Аркадии, психика которой была искусственно сформирована Вторым Фондом , чтобы она в нужный момент «догадалась» о его местоположении. Первый Фонд должен был получить уверенность в уничтожении Второго Фонда. Только тогда план Селдона мог сработать. Ради этого пришлось пожертвовать пятьюдесятью агентами. Первый Оратор Второго Фонда рассказывает своему ученику, что Первый Фонд не сможет обнаружить истинное местоположение Второго из-за склада ума его обитателей. Первый Фонд представителей естественных наук, а не психологов, которые не привыкли видеть всё с социальной точки зрения. Второй Фонд действительно расположен на другом конце спирали Галактики — на Транторе, ведь там находилась верхушка власти и социальная элита.